# 오늘 (영화)
"오늘"(NOBODY SOMEBODY)은 이정향 감독의 2011년 대한민국의 영화이다. 포시즌스카이컴퍼니가 제작했으며, 롯데 엔터테인먼트가 배급하였다.

## 줄거리
약혼자를 죽인 중학생 소년을 용서한 다큐멘터리 PD 다혜(송혜교)가 자신의 용서가 뜻하지 않은 결과를 불러오면서 겪게 되는 혼란과 슬픔, 그 끝에서 찾아낸 찬란한 감동을 그렸다.

## 캐스팅
- 송혜교 : 다혜 역
- 송창의 : 이지석 역
- 남지현 : 이지민 역
- 기태영 : 상우 역
- 백현주 : 수녀 역
- 박완규 : 신부 역
- 정아미 : 소피아 역
- 박혜진 : 노모 역
- 진경 : 상우 누나 역
- 김수안 : 성당꼬마 역
- 선욱현 : 경찰서 형사 역
- 김양성 : 부하 형사 역
- 정영기 : 경찰서 용의자 역
- 김지영 : 어린 다혜 역

## 영화제 출품
- 2011년 제16회 부산국제영화제 갈라 프레젠테이션 부문
- 2012년 제14회 서울국제여성영화제 새로운 물결 부문
- 2012년 제10회 피렌체 한국영화제 상영작 부문

## 참고
1. ↑  돌아온 만인의 연인 송혜교신동아, 2011년 11월 25일